# Ivan Sag
Ivan Sag (Alliance, Ohio, Estados Unidos, 9 de noviembre de 1949 - 10 de septiembre de 2013) fue profesor de lingüística en la Universidad Stanford. Junto a Carl Pollard escribió numerosos libros introductorios a la teoría sintáctica de los lenguajes naturales y, particularmente, al marco teórico conocido como gramática sintagmática nuclear (Head-driven phrase structure grammar o HPSG). También participó en el desarrollo de la gramática de estructura sintagmática generalizada (Generalised Phrase Structure Grammar o GPSG), teoría de la que surge HPSG. En resumen, su investigación apunta al desarrollo de la lingüística y de la sintaxis del lenguaje natural.
Sus áreas de investigación incluyen las llamadas dependencias no acotadas (conocidas en la tradición chomskiana como movimientos-Cú), el sistema de los verbos auxiliares en inglés, numerosos problemas concernientes a la interfaz entre semántica y sintaxis, y teoría sintáctica concerniente al procesamiento del lernguaje. Su último trabajo apunta a conciliar conceptos de la gramática de construcciones con HPSG.
Sag obtuvo su doctorado en el MIT, con una tesis acerca del funcionamiento de la elipsis (bajo la tutoría de Noam Chomsky). Curiosamente, antes había recibido una maestría de la Universidad de Pensilvania, en donde había estudiado lingüística comparativa y sociolingüística y un bachillerato de la Universidad de Rochester.
Sag falleció el 10 de septiembre de 2013, a los 63 años de edad.